# Myrcia nobilis
Myrcia nobilis är en myrtenväxtart som beskrevs av Otto Karl Berg. Myrcia nobilis ingår i släktet Myrcia och familjen myrtenväxter. Inga underarter finns listade i Catalogue of Life.